# جيمي سميتس
جيمي سميتس (بالإنجليزية: Jimmy Smits)‏ ممثل أمريكي من مواليد 9 يوليو 1955.

## مواقع خارجية
- جيمي سميتس على موقع IMDb (الإنجليزية)
- جيمي سميتس على موقع روتن توميتوز (الإنجليزية)
- جيمي سميتس على موقع ألو سيني (الفرنسية)
- جيمي سميتس على موقع ميوزك برينز (الإنجليزية)
- جيمي سميتس على موقع تيرنر كلاسيك موفيز (الإنجليزية)
- جيمي سميتس على موقع أول موفي (الإنجليزية)
- جيمي سميتس على موقع قاعدة بيانات برودواي على الإنترنت (الإنجليزية)
- جيمي سميتس على موقع قاعدة بيانات الأفلام السويدية (السويدية)
- جيمي سميتس على موقع إن إن دي بي (الإنجليزية)
- جيمي سميتس على موقع قاعدة بيانات الفيلم (الإنجليزية)